# Max Finck
Max Finck (* 25. Juli 1899 in Hamburg; † 11. Februar 1977) war ein deutscher Rechtsanwalt und Abgeordneter der Hamburgischen Bürgerschaft.

## Leben
Nach dem Abitur am Johanneum studierte Max Finck Volkswirtschaft und Rechtswissenschaften. Im Jahr 1930 eröffnete er eine Anwaltskanzlei in den Großen Bleichen Nr. 30 in Hamburg. Als Mitglied der SPD und Strafverteidiger in politischen Prozessen geriet er ins Visier der Nationalsozialisten. Im August 1933 wurde ihm auf deren Geheiß die Zulassung als Rechtsanwalt entzogen.
Wegen seiner politischen Vergangenheit fand er keine Arbeit und ging im Jahr 1934 nach Kopenhagen. Aber auch dort war es ihm nicht möglich, als Emigrant eine Anstellung zu finden. Zurück in Deutschland wurde er im November 1935 wegen angeblicher Beihilfe zur Vorbereitung des Hochverrats zu einem Jahr und sechs Monaten Gefängnis verurteilt und bis Mai 1936 im KZ Fuhlsbüttel, der heutigen Justizvollzugsanstalt, festgehalten. Im Jahr 1937 wurde Finck zu einem Jahr und sechs Monaten Gefängnis verurteilt und kam unter Anrechnung der bereits verübten Haftzeit im März 1937 frei. Als Arbeitsloser war er zeitweise auf die Unterstützung seiner Mutter angewiesen. Erst mit dem kriegsbedingten Arbeitskräftemangel wurde er als Syndicus beim Verband norddeutscher Wohnungsunternehmen angestellt. Dort war auch der sozialdemokratische Journalist Erich Klabunde nach einem Schreibverbot untergekommen.
Nach Kriegsende 1945 wurde Max Finck als Anwalt wieder zugelassen und übernahm bis 1949 die Leitung des Wohnungswirtschafts- und Siedlungsamtes. In den Jahren 1949 bis 1966 gehörte er als Abgeordneter der Hamburgischen Bürgerschaft an. Unter anderem wurde er als Vorsitzender des parlamentarischen Untersuchungsausschusses zu Vorgängen bei der Hamburger Hochbahn benannt.